# Marius Poulet
Marius Poulet, né le 15 septembre 1846 à Saint-Rémy-de-Provence (Bouche-du-Rhône)  et mort le 12 novembre 1892 à Paris, est un homme politique français

## Biographie
Apprenti maçon et tailleur de pierre, il monte à Paris en 1865, et exerce diverses fonctions, tout en militant au sein du parti démocratique et collaborant à divers journaux. Il est élu conseiller municipal de Paris en 1881. Il est député du Var de 1882 à 1885, siégeant à l'extrême gauche. Mêlé à des affaires financières douteuses, il donne des signes de maladie mentale qui amènent son internement psychiatrique, à Marseille puis à Paris. Il meurt à l'hôpital Sainte-Anne.